# Karin Johnsson
Karin Johnsson, född Johansson 6 augusti 1889 i Ljungby i Hallands län, död 19 januari 1968, var en svensk författare och översättare, och framför allt orientresenär. 
Efter studier i arkeologi och egyptologi i Köpenhamn 1909–1910 gifte hon sig 1913 med författaren Harald Johnsson (1886–1936). 1915 skrev Johnsson manus till filmen Hans hustrus förflutna under pseudonymen Caja Wulff.
Mellan 1928 och 1938 gjorde Karin Johnsson varje år längre reor i främre Orienten. Hon blev vän med såväl högt uppsatta och betydande arabiska ledare som med beduinkvinnor i öknen. 1930 lyckades Karin Johnsson som en av få västerlänningar göra pilgrimsfärden till Mecca, förklädd och i sällskap med en arabisk familj. Hon förlovade sig 1938 med den arabiske arkeologen Salem effendi El-Husseini, systerson till den palestinske stor-muftin i Jerusalem. Men det blir aldrig något bröllop, delvis på grund av de växande politiska motsättningarna mellan araber och judar i Palestina under 1930-talet. 
Utöver sina böcker skrev hon artiklar i de stora dagstidningarna, i tidskrifter, bland annat Hertha och Vi, och bedrev en omfattande föredragsverksamhet.   

## Filmografi
- 1915 – Hans hustrus förflutna (manus, under pseudonymen Caja Wulff)